# Герб на Разлог
Гербът на Разлог е един от основните символи на града и общината. Утвърден е в 1987 година. Негови автори са Тодор Варджиев и Асен Ботев. Гербът е пробив в употребата на хералдични символи. Тривърхата планина символизира трите планини около Разлог – Пирин, Рила и Родопите. Орелът е златен на червен фон, тъй като и женските, и мъжките носии в Разлог са алени със сърма отгоре.